# Modello di Debye
In meccanica statistica ed in fisica dello stato solido, il modello di Debye è un modello sviluppato da Peter Debye nel 1912 per stimare il contributo dei fononi al calore specifico in un solido. Tale modello tratta le vibrazioni di un reticolo cristallino come fononi in una scatola, in contrasto con il modello di Einstein, che tratta il solido come degli oscillatori isolati non interagenti con la stessa frequenza di risonanza.
Il modello di Debye predice correttamente la dipendenza a bassa temperatura del calore specifico molare, che risulta proporzionale a {\displaystyle T^{3}}. Tale modello coincide ad alta temperatura con il modello classico di Dulong-Petit. A temperatura intermedia, a causa delle ipotesi semplicistiche sulla distribuzione dei fononi, non rispetta perfettamente i risultati sperimentali.

## Trattazione matematica
Il modello di Debye è l'equivalente nello stato solido della legge di Planck sulla radiazione di corpo nero. In tale legge si tratta la radiazione elettromagnetica come un gas di fotoni in una scatola.
Il modello di Debye tratta le vibrazioni atomiche come fononi in una scatola, e la maggior parte dei ragionamenti sono identici.
Si consideri un cubo di lato {\displaystyle L\ }, nel caso di una particella in una scatola i modi risonanti dentro la scatola, considerando solo quelli allineati con un asse, hanno lunghezza d'onda data da:
{\displaystyle \lambda _{n}={2L \over n}}
dove {\displaystyle n} è un intero. L'energia di un fonone vale
{\displaystyle E_{n}\ =h\nu _{n}}
dove {\displaystyle h} è la costante di Planck e {\displaystyle \nu _{n}} è la frequenza dei fononi. Facendo l'approssimazione che la frequenza sia inversamente proporzionale alla lunghezza d'onda, si ha:
{\displaystyle E_{n}=h\nu _{n}={hc_{s} \over \lambda _{n}}={hc_{s}n \over 2L}}
in cui {\displaystyle c_{s}} è la velocità del suono nel solido.
Tale relazione in tre dimensioni diviene:
{\displaystyle E_{n}^{2}=E_{nx}^{2}+E_{ny}^{2}+E_{nz}^{2}=\left({hc_{s} \over 2L}\right)^{2}\left(n_{x}^{2}+n_{y}^{2}+n_{z}^{2}\right)}
L'approssimazione che la frequenza sia inversamente proporzionale alla lunghezza d'onda
(ciò significa una velocità del suono costante) è giusta per fononi di bassa energia, ma non funziona per fononi di alta energia. Questa è la limitazione principale del modello
di Debye.
L'energia totale all'interno della scatola vale:
{\displaystyle U=\sum _{n}E_{n}\,{\bar {N}}(E_{n})}
dove {\displaystyle {\bar {N}}(E_{n})\ } è il numero di fononi con energia {\displaystyle E_{n}\ }.
Cioè l'energia totale è eguale alla somma dell'energia moltiplicata per il numero dei fononi
con quell'energia (in una dimensione). In tre dimensioni si ha:
{\displaystyle U=\sum _{n_{x}}\sum _{n_{y}}\sum _{n_{z}}E_{n}\,{\bar {N}}(E_{n})}
In questo punto il modello di Debye e la legge di corpo nero differiscono. Al contrario della radiazione elettromagnetica in una scatola, vi è un numero finito di stati energetici dei Fononi in quanto i fononi non possono avere energia infinita.
È ragionevole supporre che la minima lunghezza d'onda di un fonone sia due volte la separazione interatomica. Poiché vi sono {\displaystyle N\ } atomi nel solido, se la forma del solido 
è un cubo, significa che vi sono {\displaystyle {\sqrt[{3}]{N}}\ } atomi per lato. La separazione tra gli atomi è {\displaystyle L/{\sqrt[{3}]{N}}\ }, per cui la minima lunghezza d'onda è:
{\displaystyle \lambda _{\rm {min}}={2L \over {\sqrt[{3}]{N}}}}
A differenza dei fotoni vi è un massimo numero {\displaystyle n} di nodi:
{\displaystyle n_{\rm {max}}={\sqrt[{3}]{N}}}
Tale numero pone un limite all'energia totale del solido:
{\displaystyle U=\sum _{n_{x}}^{\sqrt[{3}]{N}}\sum _{n_{y}}^{\sqrt[{3}]{N}}\sum _{n_{z}}^{\sqrt[{3}]{N}}E_{n}\,{\bar {N}}(E_{n})}
Alla sommatoria si preferisce sostituire un integrale, rendendo continua la funzione discreta:
{\displaystyle U\approx \int _{0}^{\sqrt[{3}]{N}}\int _{0}^{\sqrt[{3}]{N}}\int _{0}^{\sqrt[{3}]{N}}E(n)\,{\bar {N}}\left[E(n)\right]\,dn_{x}\,dn_{y}\,dn_{z}}
Nessuna ipotesi statistica è stata fatta finora: in realtà il numero di fononi con energia {\displaystyle E\ } è dato da {\displaystyle {\bar {N}}(E)\ }. Inoltre, obbedendo i fononi alla
statistica di Bose-Einstein, il numero di fononi con energia compresa tra {\displaystyle E\ } ed {\displaystyle E+dE\ } vale in una vibrazione unidimensionale:
{\displaystyle \langle N\rangle _{BE}dE={dE \over e^{E/kT}-1}}
Poiché i fononi hanno tre possibili polarizzazioni (una longitudinale e due trasversali) la formula precedente va moltiplicata per {\displaystyle 3}:
{\displaystyle \langle N\rangle _{BE}dE={3dE \over e^{E/kT}-1}}
Sostituendo questa espressione nell'integrale dell'energia totale:
{\displaystyle U=\int _{0}^{\sqrt[{3}]{N}}\int _{0}^{\sqrt[{3}]{N}}\int _{0}^{\sqrt[{3}]{N}}E(n)\,{3 \over e^{E(n)/kT}-1}\,dn_{x}\,dn_{y}\,dn_{z}}
Il calcolo approssimato di tale integrale può farsi mediante coordinate sferiche:
{\displaystyle \ (n_{x},n_{y},n_{z})=(n\cos \theta \cos \phi ,n\cos \theta \sin \phi ,n\sin \theta )}
Estendendo l'integrale invece che ad un cubo a un ottante di sfera di raggio {\displaystyle R_{o}\ }:
{\displaystyle U\approx \int _{0}^{\pi /2}\int _{0}^{\pi /2}\int _{0}^{R_{o}}E(n)\,{3 \over e^{E(n)/kT}-1}n^{2}\sin \theta \,dn\,d\theta \,d\phi }
Il raggio {\displaystyle R_{o}} della sfera si trova imponendo che il numero di particelle nell'ottante sia pari a quello contenuto
nel cubo; ma il volume del cubo è pari a {\displaystyle N} volte il volume della
cella unitaria:
{\displaystyle N={1 \over 8}{4 \over 3}\pi R_{o}^{3}}
si ottiene quindi:
{\displaystyle R_{o}={\sqrt[{3}]{6N \over \pi }}}
L'integrazione su una sfera introduce un'ulteriore imprecisione nel modello.
L'integrale dell'energia totale diventa:
{\displaystyle U={3\pi  \over 2}\int _{0}^{R_{o}}\,{hc_{s}n \over 2L}{n^{2} \over e^{hc_{s}n/2LkT}-1}\,dn}
Facendo una sostituzione di variabile: {\displaystyle x={hc_{s}n \over 2LkT}\ }:
{\displaystyle U={3\pi  \over 2}kT\left({2LkT \over hc_{s}}\right)^{3}\int _{0}^{hc_{s}R/2LkT}{x^{3} \over e^{x}-1}\,dx}
Per semplificare l'espressione, definiamo la temperatura di Debye {\displaystyle T_{D}}, una quantità che ha le dimensioni di una temperatura e dipende dal materiale di cui è fatto il solido.
{\displaystyle T_{D}\ {\stackrel {\mathrm {def} }{=}}\ {hc_{s}R_{o} \over 2Lk}={hc_{s} \over 2Lk}{\sqrt[{3}]{6N \over \pi }}={hc_{s} \over 2k}{\sqrt[{3}]{{6 \over \pi }{N \over V}}}}
Di conseguenza l'energia diviene:
{\displaystyle U=9NkT\left({T \over T_{D}}\right)^{3}\int _{0}^{T_{D}/T}{x^{3} \over e^{x}-1}\,dx=3NkTD_{3}\left({T_{D} \over T}\right)}
dove {\displaystyle D_{3}(x)} è definita come la terza funzione di Debye.
Differenziando rispetto alla temperatura {\displaystyle T\ } si ha che, se {\displaystyle N} è pari alla costante di Avogadro {\displaystyle (N_{A})}, essendo {\displaystyle N_{A}k=R\ } la costante dei gas, il calore specifico molare vale:
{\displaystyle c_{v}=9R\left({T \over T_{D}}\right)^{3}\int _{0}^{T_{D}/T}{x^{4}e^{x} \over \left(e^{x}-1\right)^{2}}\,dx}
Questa formula è il risultato del modello di Debye a qualsiasi temperatura. In seguito vengono dati i comportamenti asintotici per temperature alte e basse.

## Limite a bassa temperatura
La temperatura di un solido di Debye è bassa se {\displaystyle T\ll T_{D}\ }, in tal caso:
{\displaystyle c_{v}\sim 9R\left({T \over T_{D}}\right)^{3}\int _{0}^{\infty }{x^{4}e^{x} \over \left(e^{x}-1\right)^{2}}\,dx}
Questo integrale definito può essere calcolato esattamente sfruttando l'uguaglianza {\displaystyle \int _{0}^{+\infty }{\frac {x^{3}}{e^{x}-1}}dx={\frac {\pi ^{4}}{15}}}:
{\displaystyle c_{v}\sim {3\pi ^{4} \over 5}R\left({T \over T_{D}}\right)^{3}}
Nel limite di basse temperature il modello di Debye diventa esatto e fornisce il corretto legame
tra calore specifico e temperatura.

## Limite ad alta temperatura
La temperatura di un solido di Debye è alta se {\displaystyle T\gg T_{D}\ }; in tal caso è possibile utilizzare lo sviluppo in serie di Taylor che permette di scrivere {\displaystyle e^{x}-1\approx x}, e che porta alla seguente espressione:
{\displaystyle c_{v}\sim 9R\left({T \over T_{D}}\right)^{3}\int _{0}^{T_{D} \over T}{x^{4} \over x^{2}}\,dx=9R\left({T \over T_{D}}\right)^{3}{\frac {1}{3}}\left({T_{D} \over T}\right)^{3}\ }
{\displaystyle c_{v}\sim 3R\ }
Questa è la Legge di Dulong-Petit, ed è abbastanza accurata anche se non tiene conto
della anarmonicità, che determina un ulteriore aumento del calore specifico molare a temperatura
molto alta.

## Tabella delle temperature di Debye
Sebbene il modello di Debye non sia esatto, esso fornisce una ottima approssimazione per il calore specifico molare di molti cristalli isolanti. In particolare, va tenuto conto che oltre al contributo degli ioni del reticolo (il quale è trattato dalla teoria di Debye) esiste un ulteriore contributo al calore specifico, ed è quello degli elettroni liberi che varia linearmente con T (modello di Sommerfeld). Solo negli isolanti si può trascurare il contributo del gas di elettroni al calore specifico, in quanto essi non hanno elettroni liberi. Tale contributo lineare, presente in tutti i metalli, ad alta temperatura è trascurabile, mentre diventa importante a bassa temperatura e diventa comparabile con quello fononico, che ha l'andamento di {\displaystyle T^{3}}. Esisterà sempre una temperatura al di sotto della quale il contributo elettronico diventa dominante su quello fononico (in genere questo avviene per temperature inferiori ad {\displaystyle 1\ K}).
La tabella seguente fornisce un elenco di temperature di Debye per alcuni elementi:
| Alluminio                         | 426 K   |  |        |       |
| Cadmio                            | 186 K   |  |        |       |
| Cromo                             | 610 K   |  |        |       |
| Rame                              | 344.5 K |  |        |       |
| Oro                               | 165 K   |  |        |       |
| {\displaystyle \alpha }-Ferro     | 464 K   |  |        |       |
| Piombo                            | 96 K    |  |        |       |
| {\displaystyle \alpha }-Manganese | 476 K   |  |        |       |
| Neon                              | 5,29 K  |  | Nichel | 440 K |
| Platino                           | 240 K   |  |        |       |

| Silicio         | 640 K  |
| Argento         | 225 K  |
| Tantalio        | 240 K  |
| Stagno (bianco) | 195 K  |
| Titanio         | 420 K  |
| Tungsteno       | 405 K  |
| Zinco           | 300 K  |
| Diamante        | 2200 K |
| Ghiaccio        | 192 K  |
| Zaffiro         | 1047 K |